# Żmija łańcuszkowa
Żmija łańcuszkowa, daboja, daboja łańcuszkowa (Daboia russelii) – gatunek jadowitego węża z podrodziny żmij (Viperinae) w rodzinie żmijowatych (Viperidae).

## Występowanie
Wąż ten żyje w Azji Południowej: w Indiach, Sri Lance, Pakistanie, Nepalu, Bhutanie i Bangladeszu.

## Opis
Wielkość węża jest zróżnicowana regionalnie. Populacje w Sri Lance są relatywnie małe, o przeciętnej długości ok. 0,90 m do maksymalnie 1,5 m. W Indiach przeciętna długość wynosi 1,20 m, największe osobniki mają tam ok. 1,85 m. Głowa węża o długości 1,20 m ma około 5 cm. Daboja łańcuszkowa w porównaniu do innych żmij nie cechuje się okazałą budową ciała. Głowa jest spłaszczona i ma kształt trójkątny, wyraźnie odstaje od reszty korpusu.

## Tryb życia
Daboja łańcuszkowa jest aktywna głównie nocą, szczególnie zaraz po zachodzie słońca. Jednakże przy szczególnie zimnej pogodzie ich aktywność przypada także za dnia. Żyje przeważnie na ziemi, chowa się z zaroślach i wysokiej trawie, dobrze się kamuflując. Porusza się dosyć ospale, jednak młodsze osobniki są bardziej aktywne.
W razie zagrożenia wąż zwija się i unosi przednią część ciała, sycząc przy tym wyraźnie i głośno. Z tej pozycji, przy ataku porusza swoje ciało z wielką siłą naprzód, tak że niekiedy traci ono chwilowo kontakt z podłożem. Generalnie dorosłe osobniki są spokojniejsze i mniej drażliwe niż młodsze.

## Jad
Ich jad jest śmiertelnie niebezpieczny dla człowieka. U większości ludzi dawka od 40 do 70 mg jest śmiertelna, co czyni ich jad o wiele bardziej efektywnym w porównaniu do innych rodzajów węży, takich jak kobry, grzechotniki czy mamby. Przeciętnie żmija przy ugryzieniu wstrzykuje około 72 mg jadu, przy niektórych egzemplarzach stwierdzono nawet ilości od 150 do 250 mg na jedno ukąszenie, co odpowiada całej zawartości ich gruczołów jadowych.
Z powodu bardzo efektywnego jadu i częstego pojawiania się w miejscach zamieszkanych przez ludzi, żmija ta jest uważana za najniebezpieczniejszego węża Azji Południowej, przypisywanych jej jest około 900 przypadków śmiertelnych rocznie.